# Liste der Gedenktafeln und Gedenksteine in Wien/Liesing
Diese Liste der Gedenktafeln und Gedenksteine in Wien/Liesing enthält die Gedenktafeln im öffentlichen Raum des 23. Wiener Gemeindebezirks Liesing. Hauptsächliche Basis dieser Liste ist „Wien Kulturgut“ (der digitale Kulturstadtplan der Stadt Wien).
Neben den wandgebundenen Gedenktafeln sind auch die von der Stadt Wien als Denkmäler klassifizierten Gedenksteine angeführt. Andere Denkmäler sowie Kunstwerke im öffentlichen Raum sind unter Liste der Kunstwerke im öffentlichen Raum in Wien/Liesing zu finden.
Erinnerungssteine sind in der Liste der Erinnerungssteine in Wien-Liesing angeführt.

## Gedenktafeln und Gedenksteine
| Foto |                 | Inschrift | Name                                                | Typ         | Standort                                          | Beschreibung                                                 | Metadaten                                                                 |
| ---- | --------------- | --- | --------------------------------------------------- | ----------- | ------------------------------------------------- | ------------------------------------------------------------ | ------------------------------------------------------------------------- |
| ja   | Datei hochladen | Dem Meister der Urgeschichte Dr Josef Bayer Direktor am Naturhistorischen Staatsmuseum in Wien * zu Hollabrunn 10.7.1882 † zu Wien 23.7.1931 F. Aufhauser Sen. Wien XII | Josef Bayer – Gedenkstein ID: 106297                | Gedenkstein | Gasthaus Schießstätte, Maurer Wald Standort       | Franz Aufhauser Sen., gemauerter Sockel mit Inschriftentafel |                                                                           |
| ja   | Datei hochladen | Zum Gedenken an Hedy Blum Geb. am 23. 8. 1931 Schülerin der VS Atzgersdorf aus rassistischen Gründen verfolgt und am 21. 8. 1942 ermordet Opfer des Holocaust Niemals vergessen ! | Hedy Blum – Gedenktafel                             | Gedenktafel | Kirchenplatz 2-3 Standort                         |                                                              | Standort: in der Volksschule Atzgersdorf                                  |
| ja   | Datei hochladen | Zur Erinnerung an das sechzigjährige Jubiläum der glorreichen Regierung Sr Majestät des Kaisers Franz Josef I. 1908 Die Gemeinde Rodaun | Franz Josef I. – Gedenktafel                        | Gedenktafel | Willergasse, Bergkirche Rodaun Standort           | (1908)                                                       |                                                                           |
| ja   | Datei hochladen | Zur Erinnerung an das 60 jährige Regierungs-Jubiläum Sr. Majestät des Kaisers Franz Josef I. 1908 Gemeinde Kalksburg | Franz Josef I. - Gedenkstein ID: 108997             | Gedenkstein | In der Klausen 26 Standort                        | (1908)                                                       | Standort: vor dem Forsthaus der Stadt Wien (von Mack'sches Stiftungshaus) |
| ja   | Datei hochladen | Hier wohnte Baumeister Franz Grassler Bürgermeister von Mauer 1891 – 1919 | Franz Grassler – Gedenktafel                        | Gedenktafel | Maurer Hauptplatz 4 Standort                      |                                                              |                                                                           |
| ja   | Datei hochladen | Christophorus Cardinalis de Migazzi Anno Domini MDCCLXXXIII F F | Christophorus de Migazzi – Gedenktafel              | Gedenktafel | Kirchenplatz Standort                             | Steintafel                                                   |                                                                           |
| ja   | Datei hochladen | Ing. Hannes Minich 1946 - 2017 Ein Leben für den Naturschutz, erst in der Behörde dann im Naturschutzbund Wien, den er Jahrzehntelang leitete und entscheidend prägte. Seinem selbstlosen Einsatz und seinen enormen Kenntnissen verdanken wir, dass wertvolle Grünräume Wiens bewahrt blieben. | Hannes Minich – Gedenkstein                         | Gedenkstein | Maurer Wald Standort                              | Findling mit Gedenktafel                                     |                                                                           |
| ja   | Datei hochladen | OTTO-BÄCK-HAUS erbaut 2000-2001 In dankbarer Erinnerung an Bäckermeister Rudolf OTTO und seine Gattin Magaretha | Otto-Bäck-Haus – Gedenktafel                        | Gedenktafel | Elisenstraße 23 Standort                          |                                                              |                                                                           |
| BW   | Datei hochladen | In diesem Haus lebte und wirkte PROF. DOMINIK JOSEF PETERLINI 1875 – 1944 als Leiter und väterlicher Freund seiner Sängerknaben, als begeistern- der Lehrer und Dirigent, als wahrer Christ Gewidmet 1970 von seinen dankbaren Schülern und Verehrern. | Dominik Josef Peterlini – Gedenktafel               | Gedenktafel | Maurer Lange Gasse 96 Standort                    | (1970)                                                       |                                                                           |
| ja   | Datei hochladen | Franz Schubert 1828 – 1928 | Franz Schubert - Gedenkstein ID: 76568              | Gedenkstein | Inzersdorfer Schubertpark Standort                | Findling mit eingravierter Schrift (1928)                    |                                                                           |
| ja   | Datei hochladen | Franz Schubert 1797–1828 zum 150. Todestag Atzgersdorfer Männergesangsverein 1880 | Franz Schubert - Gedenkstein ID: 91365              | Gedenkstein | Schrailplatz 3, Dr.-Rudolf-Hatschek-Park Standort | Findling mit Tafel (1978)                                    |                                                                           |
| ja   | Datei hochladen | dem Liederfürsten FRANZ SCHUBERT in ehrendem Gedenken 1828 – 1928 erneuert 1997 | Franz Schubert – Gedenktafel                        | Gedenktafel | Maurer Schubertpark Standort                      | (1928)                                                       |                                                                           |
| ja   | Datei hochladen | Hier wohnte Hofopernsänger HERMANN WINKELMANN 1883 - 1912 | Hermann Winkelmann – Gedenktafel viennatouristguide | Gedenktafel | Maurer-Lange-Gasse 139 Standort                   |                                                              |                                                                           |
| ja   | Datei hochladen | Hier in der ehemaligen Kirchengasse, später Bahngasse Nr. 8, befand sich das oben abge- bildete älteste Schulhaus von Atzgersdorf. | Ehemalige Volksschule Atzgersdorf – Gedenktafel     | Gedenktafel | Levasseurgasse 5 Standort                         |                                                              |                                                                           |
| ja   | Datei hochladen | Hier stand die Synagoge für Atzgersdorf und Liesing die am 10. November 1938 von den Nationalsozialisten und ihren Helfern zerstört wurde Niemals vergessen! Bezirksvertretung Liesing | Synagoge Atzgersdorf – Gedenktafel                  | Gedenktafel | Dirmhirngasse 112-114 Standort                    |                                                              |                                                                           |
| ja   | Datei hochladen | In dieser Wohnhausanlage sammelten sich am 12. Februar 1934 Liesinger Arbeiter um den Widerstand zum Erhalt von Freiheit, Demokratie und Republik zu organisieren Niemals vergessen ! Sozialdemokratische Freiheitskämpfer Liesing | 12. Februar 1934 – Gedenktafel                      | Gedenktafel | Elisenstraße 38 Standort                          |                                                              |                                                                           |
| ja   | Datei hochladen | Den Helden zweier Weltkriege und den Opfern der Heimat 1939-1945 … Herr, gib denen, die mit uns lebten und für uns starben das ewige Leben - Amen | Opfer 1939-1945 – Gedenktafel ID: 96591             | Gedenktafel | Ketzergasse 48 Standort                           | Steintafel                                                   | Standort: an der Kirchenmauer St. Martin Siebenhirten                     |
| ja   | Datei hochladen | An dieser Stelle stand seit alten Zeiten das Rodauner Badhaus mit einer Kapelle der hl. Anna. Das schwefelhältige Mineralwasser dieses viel- besuchten Bades war als Heilquelle sehr geschätzt. Im 18. Jahrhundert wohnte und experimentierte hier der berühmte Alchimist Friedrich Sehfeld. Ende des 19. Jahrhunderts wurde die mit der Badeanstalt ver- bundene Gastwirtschaft von Johann und Antonie Stelzer zu einem modernen Restaurationsbetrieb ausgestaltet, der in der Folge unter dem Namen „Wirtshaus von Österreich“ als Treffpunkt der Wiener Gesellschaft weithin bekannt wurde. Während des Ersten Weltkrieges war das Haus Kriegspresse- quartier. 1960/61 wurde das alte Gebäude abgetragen und 1966 diese moderne Wohnhausanlage errichtet. Gewidmet von Paula Maresch-Stelzer | Gedenktafel am Stelzerhof                           | Gedenktafel | Ketzergasse 473 Standort                          |                                                              |                                                                           |

## Ehemalige Gedenktafeln
| Foto |                 | Inschrift                                                                                                   | Name                     | Typ         | Standort                       | Beschreibung                 | Metadaten |
| ---- | --------------- | --- | ------------------------ | ----------- | ------------------------------ | ---------------------------- | --------- |
| ja   | Datei hochladen | In memoriam Anton Kolm 1865 - 1922 Pionier des österreichischen Films und Begründer der Rosenhügel Ateliers | Anton Kolm - Gedenktafel | Gedenktafel | Speisinger Straße 121 Standort | Gebäude nicht mehr vorhanden |           |